# Unione dei Sardi
L'Unione dei Sardi - Progetto Nazionalitario (UDS - PN) è un partito politico democratico-cristiano a carattere regionale.
Suo leader è Mario Floris, ex-Democristiano capogruppo in Consiglio Regionale e Presidente della Regione dal 1999 al 2001.

## Storia
Fu fondata nel 1998 come la sezione sarda dell'Unione Democratica per la Repubblica di Francesco Cossiga, anch'egli sardo, ex-Presidente della Repubblica e Presidente del Consiglio.
Nel 2004, alle elezioni regionali del 2004 ha ottenuto il 3,9% ed eletto 2 consiglieri, nel 2009 ha subito una flessione ottenendo il 3,5% in condominio con altre forze politiche, e ha mantenuto in Consiglio solo il suo segretario. Lo stesso Mario Floris è poi divenuto il 4 ottobre 2010 Assessore degli Affari Generali, Personale e Riforma della Regione nella Giunta guidata da Ugo Cappellacci. 
Alle elezioni regionali del 2014 l'UDS si ripresenta nella coalizione di centro-destra a sostegno della candidatura del governatore uscente Cappellacci, ottenendo un seggio al Consiglio regionale.
Cinque anni più tardi, nella vittoria di Christian Solinas, prende l',1,09 % non eleggendo alcun consigliere.

## Risultati elettorali

### Elezioni regionali
| Elezione                          | Voti   | %    | Seggi  |
| --------------------------------- | ------ | ---- | ------ |
| 2004                              | 33 302 | 3,92 | 2 / 85 |
| 2009 (nella lista Sardegna Unita) | 28 928 | 3,50 | 2 / 80 |
| 2014                              | 17 728 | 2,60 | 1 / 60 |
| 2019                              | 7 828  | 1,09 | 0 / 60 |